# Кондуй (село)
Кондуй — село в Борзинском районе Забайкальского края России, административный центр сельского поселения «Кондуйское».

## География
Село Кондуй расположено в восточной части Борзинского района примерно в 68 километрах на восток-северо-восток от районного центра города Борзи. В 9 километрах от села находится Кондуйское городище.

## Климат
Климат резко континентальный с жарким летом и холодной солнечной и малоснежной зимой. Средняя температура в июле +16 ÷ +20°С), в январе −26 ÷ −28 °С. Ср. кол-во осадков не превышает 350 мм/год, особенно засушливы весна и начало лета. Продолжительность вегетационного периода до 150 дней и более.

## История
Основано в 1773 году. В 1806 году построена церковь. В советский период работали коммуна «Красные всходы» и колхоз «Путь к коммунизму». В 2013 году из села был выделен новый населённый пункт — село Контой.

## Население
Постоянное население в 2002 году 891 человек (99 % русские), в 2010 году 557 человек.